# Distretto di Pisuquía
Il distretto di Pisuquía è un distretto del Perù nella provincia di Luya (regione di Amazonas) con 5.432 abitanti al censimento 2007 dei quali 245 urbani e 5.187 rurali.

## Località
Il distretto è formato dall'insieme delle seguenti località:
| - Yomblon - Pan de azúcar - El pueblo - Pacay - Bazan - San Pedro - Duraznillo - Espital - Santa Rosa - San Juan - Tribulon - La Unión Soscomal - Chinguil - Mangulon - Lanche | - Pueblo Nuevo - Tulalon - Chahuarpata - Ondol - Mangalpa - Chicles - Limabamba - Pircapampa - Lansetilla - Tulic - Santa Cruz - Estanque - San José - Huaranguillo - Naranjos - Cuype | - Lugmacucho - San Rafael - El Rejo - Paujamarca - San Miguel de Poro Poro - Alto Perú - Limón - Lloque - Santa Apolonia - Tupen Grande - Achupilla - Bóveda - Monterico - Nueva Libertad - Pagcha - Lanchi Punta | - Choro Pampa - Las Corontas - Marañon - Potrero - Culluhuay - Danjamal - San Ramón - Colmal - Membrillo - Pueblo Libre - Paquiguas - Buenos Aires | - Lirio - Pisuquia - Saquilillo - San Lucas Grande - San Lucas Chico - Taquepique - Nueva Arica - Santa Maria |